# 浄瑠璃光寺
浄瑠璃光寺（じょうるりこうじ） は、茨城県石岡市根小屋にある真言宗豊山派の寺院。本尊は薬師如来。
片野城の郭内に位置し、片野城主太田資正の墓とされる五輪塔がある。

## 歴史
元弘3年/正慶2年（1333年）に栄智房（恵一上人）宥𤯷（えいちぼうゆうこう。𤯷は「舜」の右に「生」）が常陸国茨城郡石塚（現在の東茨城郡城里町）の佐久山薬師堂に入り、真言宗の灌頂道場として寺号を浄瑠璃光寺に改めたことに始まる。
宥𤯷は伊豆国走湯山で妙浄上人宥祥の伝法灌頂を受け、常陸に下向して浄瑠璃光寺を拠点に活動し、室町時代に常陸北半に広がったその法流は浄瑠璃光寺の山号から「佐久山方」と称された。
室町時代後半になると佐久山方の隆盛に伴って末寺が各地の領主と結びついて浄瑠璃光寺の影響力を脱し、戦国時代には浄瑠璃光寺は衰退して石塚の領主石塚氏の祈祷寺となっていた。天正19年（1591年）または文禄4年（1595年）、石塚氏は主家佐竹氏の命により新治郡の片野城に移封され、その際に祈祷寺である浄瑠璃光寺も片野城下の根小屋村に移した。その後、荒廃した石塚の浄瑠璃光寺跡に天台宗の光雅が入り、佐久山多聞院薬師寺として再興している。同寺の本尊である薬師三尊像（重要文化財）は元は浄瑠璃光寺の本尊であったと伝わる。
慶長7年（1602年）、佐竹氏が出羽国秋田に転封させられると石塚氏も片野城を去ったが、浄瑠璃光寺は根小屋村に残り、江戸時代には朱印地15石を拝領していた。明治維新後も廻廊付きの楼門、本堂、庫裏などを保っていたが、大正12年（1923年）に焼失した。
火災からの再建後は本堂と山門のみの無住寺院となった。本堂の南西に墓地があり、当地で没した太田資正の墓が残っている。
- 浄瑠璃光寺の本堂